# Vanzaghello
Vanzaghello (Vanzaghèll in dialetto milanese) è un comune italiano di 5 378 abitanti della città metropolitana di Milano in Lombardia, situato nella sua zona ovest al confine con la provincia di Varese, nell'Altomilanese.

## Geografia fisica
Il comune di Vanzaghello sorge all'estremità nord-occidentale della città metropolitana di Milano ed è al confine con la provincia di Varese, tramite i comuni di Lonate Pozzolo e Samarate.
Fa quindi parte del comprensorio detto dell'Altomilanese.
Il territorio comunale di Vanzaghello, come altri 46 città o paesi presenti in Lombardia, è inserito nella lista dei comuni che fanno parte del Parco naturale lombardo della Valle del Ticino.
Il territorio comunale ha un'altitudine che varia dai 186 ai 210 m s.l.m.
Il territorio comunale è inoltre lambito, all'estremità sud-occidentale, dal torrente Arnetta.

## Storia
Il comune di Vanzaghello nacque nel Medioevo in quanto sede di parrocchia. La sua prima soppressione risale al 4 novembre 1809 quando il governo di Napoleone ritenne i suoi 762 abitanti troppo poco numerosi per giustificarne l'autonomia, e annesse il territorio a Magnago. Se tale provvedimento fu annullato dagli austriaci al loro ritorno, fu riproposto da Vittorio Emanuele II il 10 marzo 1869, quando l'abitato contava 1220 residenti. L'autonomia comunale fu restaurata, un secolo dopo, il 28 maggio 1968, data a cui è stata dedicata una via, dalla scissione della frazione omonima dal comune di Magnago.
Le prime amministrazioni comunali furono composta da maggioranze facenti capo alla Democrazia Cristiana, mentre il PCI e il PSI rimasero all'opposizione.
Negli anni novanta seguirono amministrazioni di centro destra con minoranze di sinistra e leghiste. Dal 2004 una amministrazione di centro sinistra con la lista "Insieme per Vanzaghello" è alla guida del paese, riconfermata alle elezioni di giugno 2009.
Nel 2014 la stessa lista è stata riconfermata alla guida dell'amministrazione comunale col 60% dei voti.
È uno dei primi comuni della provincia di Milano a stabilire regole per il risparmio energetico ed idrico nel regolamento edilizio (gennaio 2007). Nel luglio 2007 ha predisposto il PGT cercando una sintesi tra crescita urbanistica, compatibilità ambientale e attenzione ai bisogni dei cittadini.
Vanzaghello insieme al limitrofo comune di Magnago sta subendo negli ultimi anni un boom edilizio, provocato dal basso costo degli immobili locali, minore rispetto a quelli di città attigue come Busto Arsizio, dalla quale infatti proviene la maggior parte dei trasferimenti. Vanzaghello conta 2107 famiglie.

### Simboli
Lo stemma e il gonfalone sono stati concessi con DPR del 18 aprile 1973.
Il gonfalone è un drappo di bianco.

## Società

### Evoluzione demografica
Abitanti censiti

### Etnie e minoranze straniere
Secondo i dati ISTAT al 31 dicembre 2010 la popolazione straniera residente era di 281 persone. Le nazionalità maggiormente rappresentate in base alla loro percentuale sul totale della popolazione residente erano:
- Pakistan 54 1,02%

## Economia
Negli anni anteguerra l'economia da agricola passa ad industriale grazie all'attività del "Cotonificio Valle Ticino"  del Conte Treccani.
La crisi del tessile degli anni sessanta colpisce duramente l'economia locale: negli anni settanta ed ottanta Vanzaghello sviluppa una economia basata sull'artigianato tessile, di maglieria e meccanico: spesso si tratta di lavoro familiare per conto di terzi.
Negli ultimi anni l'economia è sempre più basata sui servizi e su poche industrie.

## Aree pubbliche
Il comune di Vanzaghello presenta diverse aree pubbliche. La più grande è ubicata all'incrocio fra via Roma, via Giovanni Pascoli e via Ugo Foscolo ed offre oltre a dei giochi per bambini, un bar ed un campo da basket; nel medesimo sito, vi è inoltre esposta una locomotiva a vapore 835.163. Altra area è il Parco "Europa Unita" di via Piave.

## Infrastrutture e trasporti

### Strade statali e provinciali
- La  strada statale 341 Gallaratese: collega Varese con Novara.
- La  strada statale 527 Bustese: collega Monza con Oleggio.
- La  strada provinciale 148: collega Vanzaghello con Rescaldina.

### Superstrade
- Strada statale dell'Aeroporto della Malpensa: uscita di Vanzaghello, oppure di Castano Primo Nord - Vanzaghello Sud.

### Ferrovie
Sul territorio comunale di Vanzaghello è ubicata la stazione di Vanzaghello-Magnago, che serve anche il comune limitrofo, sulla ferrovia Saronno-Novara, servita da treni regionali Trenord a frequenza oraria e semioraria della direttrice Milano-Saronno-Busto Arsizio-Novara.
Inoltre il territorio comunale, nella zona commerciale confinante con Busto Arsizio, è attraversato da un tratto della Ferrovia Busto Arsizio-Malpensa Aeroporto.
Nel 2006 è stata anche costruita una bretella di binari percorribile a 100 chilometri orari che permette l'instradamento di un treno da Malpensa Aeroporto in direzione di Vanzaghello e Novara senza bisogno di effettuare alcun regresso. Tuttavia l'unico utilizzo commerciale della bretella è finora stato il collegamento ferroviario ad Alta Velocità fra Torino Porta Nuova e Malpensa Aeroporto, effettuato per poche settimane del 2006, in concomitanza dello svolgimento delle Olimpiadi invernali di Torino 2006.

### Autolinee
Il comune è servito dagli autobus interurbani gestiti da Movibus delle linee:
- Z636 Nosate-Turbigo-Castano Primo-Vanzaghello-Magnago-Bienate-Borsano-Legnano
- Z636a Inveruno-Cuggiono-Castano Primo-Vanzaghello-Magnago-Bienate-Borsano

### Aeroporti
Il comune dista meno di dieci km dall'Aeroporto internazionale di Malpensa, raggiungibile utilizzando la Strada statale dell'Aeroporto della Malpensa

## Amministrazione
| Periodo | Periodo   | Primo cittadino        | Partito                               | Carica  | Note  |
| ------- | --------- | ---------------------- | ------------------------------------- | ------- | ----- |
| 1985    | 1990      | Renzo Rivolta          | Democrazia Cristiana                  | Sindaco | [ 5 ] |
| 1990    | 1995      | Renzo Rivolta          | Democrazia Cristiana                  | Sindaco | [ 5 ] |
| 1995    | 1999      | Gilberto Donati        | Lista civica                          | Sindaco | [ 5 ] |
| 1999    | 2004      | Gilberto Donati        | Lista civica                          | Sindaco | [ 5 ] |
| 2004    | 2009      | Gian Battista Gualdoni | Lista civica                          | Sindaco | [ 5 ] |
| 2009    | 2014      | Gian Battista Gualdoni | Lista civica                          | Sindaco | [ 5 ] |
| 2014    | 2019      | Leopoldo Giani         | Lista civica Insieme per Vanzaghello  | Sindaco | [ 5 ] |
| 2019    | 2024      | Arconte Gatti          | Lista civica Riaccendiamo Vanzaghello | Sindaco | [ 5 ] |
| 2024    | in carica | Arconte Gatti          | Lista civica Riaccendiamo Vanzaghello | Sindaco | [ 5 ] |

## Sport

### Calcio
La squadra di calcio di Vanzaghello è l'U.S. Vanzaghellese 1970 che milita attualmente nel girone N di Prima Categoria lombardo.